# Ronde van Vlaanderen 1972
De 56ste editie van de Ronde van Vlaanderen werd verreden op 9 april 1972 over een afstand van 250 km van Gent naar Gentbrugge. De gemiddelde uursnelheid van de winnaar was 41,152 km/h. Van de 171 vertrekkers bereikten er 80 de aankomst.

## Koersverloop
Deze editie ging van start aan een hoge snelheid. Eddy Merckx bepaalde samen met Eric Leman het tempo. Het koude en natte weer eiste zijn tol naarmate de kilometers verstreken. Eindelijk konden Merckx en Leman een kloof slaan, maar de Italiaan Felice Gimondi bracht de rest van de groep terug bij het tweetal. 10 km voor de finish vormde zich een zevenkoppige groep, die spurtte voor de zege. Eric Leman haalde het nipt op André Dierickx. De animator van de koers, Eddy Merckx, belandde op de zevende plaats.

## Hellingen
| - Kwaremont - Hoogberg-Hotond | - Steenbeekberg - Muur | - Valkenberg - Berg Hostellerie |

## Uitslag
| rang | renner             | land      | ploeg                            | tijd     |
| ---- | ------------------ | --------- | -------------------------------- | -------- |
| 1    | Eric Leman         | België    | Bic                              | 6h04'30" |
| 2    | André Dierickx     | België    | Flandria-Beaulieu                | z.t.     |
| 3    | Frans Verbeeck     | België    | Watneys-Avia                     | z.t.     |
| 4    | Willy De Geest     | België    | Van Cauter-Magniflex-De Gribaldy | z.t.     |
| 5    | Roger Rosiers      | België    | Bic                              | z.t.     |
| 6    | Roger Swerts       | België    | Molteni                          | z.t.     |
| 7    | Eddy Merckx        | België    | Molteni                          | z.t.     |
| 8    | Alain Santy        | Frankrijk | Bic                              | op 20"   |
| 9    | Herman Vanspringel | België    | Molteni                          | z.t.     |
| 10   | Willy Planckaert   | België    | Goldor-IJsboerke                 | z.t.     |

1913 · 
1914 · 
1915 · 
1916 · 
1917 · 
1918 · 
1919 · 
1920 · 
1921 · 
1922 · 
1923 · 
1924 · 
1925 · 
1926 · 
1927 · 
1928 · 
1929 · 
1930 · 
1931 · 
1932 · 
1933 · 
1934 · 
1935 · 
1936 · 
1937 · 
1938 · 
1939 · 
1940 · 
1941 · 
1942 · 
1943 · 
1944 · 
1945 · 
1946 · 
1947 · 
1948 · 
1949 · 
1950 · 
1951 · 
1952 · 
1953 · 
1954 · 
1955 · 
1956 · 
1957 · 
1958 · 
1959 · 
1960 · 
1961 · 
1962 · 
1963 · 
1964 · 
1965 · 
1966 · 
1967 · 
1968 · 
1969 · 
1970 · 
1971 · 
1972 · 
1973 · 
1974 · 
1975 · 
1976 · 
1977 · 
1978 · 
1979 · 
1980 · 
1981 · 
1982 · 
1983 · 
1984 · 
1985 · 
1986 · 
1987 · 
1988 · 
1989 · 
1990 · 
1991 · 
1992 · 
1993 · 
1994 · 
1995 · 
1996 · 
1997 · 
1998 · 
1999 · 
2000 · 
2001 · 
2002 · 
2003 · 
2004 · 
2005 · 
2006 · 
2007 · 
2008 · 
2009 · 
2010 · 
2011 · 
2012 · 
2013 · 
2014 · 
2015 · 
2016 · 
2017 · 
2018 · 
2019 · 
2020 · 
2021 · 
2022 · 
2023 · 
2024
Lijst van beklimmingen